# Павловка (Рамонский район)
Павловка — село в Рамонском районе Воронежской области.
Входит в состав Павловского сельского поселения.

## История
Основано в XVIII веке, показано на картах межевания. До войны Совет был в селе Павловка. После войны до 1953 года Совет располагался в селе Лебяжье, а в 1954 году был переведен в село Гремячье Землянского района. 3 ноября 1965 года решением исполкома Воронежского областного Совета депутатов трудящихся Павловский сельский Совет вошел в состав Рамонского района. Законом Воронежской области от 23.12.2004 года № «90-03 «Об установлении границ, наделении соответствующим статусом, определении нормативных центров муниципальных образований Новоусманского и Рамонского районов» Павловский сельский Совет наделен статусом Павловского сельского поселения Рамонского муниципального района. На территории Павловского сельского Совета до 1950 года было организовано 11 колхозов. В 1950 году колхозы были реорганизованы и из 11 колхозов образовали 2 колхоза: колхоз «Правда», с центральной усадьбой в селе Гремячье, сюда вошли земли сел Гремячье, Высочкино, Павловка, Руда и второй колхоз «Лебяжье», с центральной усадьбой в селе Лебяжье, куда вошли земли села Лебяжье.

## География
Расположено при реке Большой Верейке, по ее берегам.
В селе имеется одна улица — Озёрная.

## Население
| 2010 |
| ---- |
| 1    |

В 1859 году в селе в 9 дворах проживало 178 человек. В 1900 г. числится Павловка 1-я (Хрущевка) – с населением 176 человек, Павловка 1-я (Володина) – с населением 119 человек, Новопавловка 2-я (Селихова) –с населением 85 человек; Новопавловка 2-я – с населением 43 человека. А также усадьба Марина В.К. «Павловка» с населением 11 человек. Всего же население составляло 434 человека.